# Zhang Yuan (regista)
Zhang Yuan (Tradizionale: 張元; Semplificato: 张元; pinyin: Zhāng Yuán) (Nanchino, ottobre 1963) è un regista cinese.

## Biografia
Diplomatosi nel 1989 in cinematografia alla Film Academy di Pechino, fa parte del cosiddetto movimento Sesta Generazione. I film dei registi appartenenti a questo gruppo sono girati velocemente e con poche spese, caratterizzati da lunghe riprese, telecamere a mano e suoni ambientali; spesso per questo sono considerati molto simili ai documentari. Nel 1999 ha vinto il Leone d'argento - Premio speciale per la regia alla 56ª Mostra internazionale d'arte cinematografica di Venezia per il film Diciassette anni.

## Filmografia
- Mama (1990)
- Beijing za zhong (1993)
- Guang Chang (1994)
- Erzi (1996)
- Peeping, episodio del film Danske piger viser alt (1996)
- Dong gong xi gong (1996)
- Fengkuang yingyu (1999)
- Diciassette anni (Guo nian hui jia) (1999)
- Wo ai ni (2003)
- Lü cha (2003)
- La guerra dei fiori rossi (Kànshangqu hěn měi) (2006)
- Dada's Dance (2008)
- Fearless Hero (2011)
- You-Zhong (2012)
- Boss I Love You, episodio del film Beautiful 2014 (2014)

## Riconoscimenti
- Premio Robert Bresson - 2006